# مجزرة حي الجهاد
وقعت مجزرة حي الجهاد يوم 9 يوليو 2006 في حي الجهاد بالعاصمة العراقية بغداد، حيث هاجم مسلحون ينتمون إلى جيش المهدي منازل المدنيين السنة في حي الجهاد وقتلوا ما لايقل عن 50 شخص.

## تفاصيل
في 8 يوليو 2006 إنفجرت سيارة مفخخة قرب حسينية الزهراء في حي الجهاد وقُتل عدد من المدنيين الشيعة، وفي اليوم التالي هاجم مسلحون ينتمون إلى جيش المهدي منازل المدنيين السنة في حي الجهاد وقتلوا حوالي 50 مدني سني بدافع الانتقام. كما قام المهاجمون بإرغام المدنيين على النزول من سياراتهم وقاموا بإعدامهم رميا بالرصاص. سارعت قوات عراقية وأميركية إلى تطويق الحي وإغلاق جميع مداخله ومنعت السيارات من المرور في شوارعه وحلقت مروحيات حربية أميركية فوق المنطقة.